# Srednji tok Cetine s Hrvatačkim i Sinjskim poljem
Srednji tok Cetine s Hrvatačkim i Sinjskim poljem este o arie protejată (sit de importanță comunitară — SCI) din Croația întinsă pe o suprafață de 4.782,8 ha, integral pe uscat.

## Localizare
Centrul sitului Srednji tok Cetine s Hrvatačkim i Sinjskim poljem este situat la coordonatele 43°39′50″N 16°43′12″E / 43.664°N 16.72°E.

## Înființare
Situl Srednji tok Cetine s Hrvatačkim i Sinjskim poljem a fost declarat sit de importanță comunitară în iulie 2013 pentru a proteja 1 specie de plante și 15 specii de animale.

## Biodiversitate
Situată în ecoregiunea mediteraneană, aria protejată conține 4 habitate naturale: Peșteri inaccesibile publicului, Cursuri de apă de la nivel de câmpie la nivel montan, cu vegetație Ranunculion fluitantis și Callitricho-Batrachion, Pajiști uscate din regiunea submediteraneeană estică (Scorzoneratalia villosae), Pajiști submediteraneene de Molinio-Hordeion secalini.
La baza desemnării sitului se află mai multe specii protejate:
- plante (1): Scilla litardierei
- mamifere (9): liliac cu aripi lungi (Miniopterus schreibersii), liliac cu urechi de șoarece (Myotis blythii), liliac cu picioare lungi (Myotis capaccinii), liliac cărămiziu (Myotis emarginatus), liliac comun (Myotis myotis), liliacul cu potcoavă a lui blasius (Rhinolophus blasii), liliacul mediteranean cu potcoavă (Rhinolophus euryale), liliacul mare cu potcoavă (Rhinolophus ferrumequinum), liliacul mic cu potcoavă (Rhinolophus hipposideros)
- nevertebrate (2): Austropotamobius pallipes, Austropotamobius torrentium
- pești (3): Aulopyge huegelii, zvârluga (Cobitis taenia), Phoxinellus spp.
- reptile (1): țestoasa de baltă (Emys orbicularis)

Pe lângă speciile protejate, pe teritoriul sitului au mai fost identificate 10 specii de plante, 2 specii de pești.